# Ivan Komarov
Ivan Sergeevič Komarov (in russo Иван Сергеевич Комаров?; Slavjansk-na-Kubani, 15 aprile 2003) è un calciatore russo, centrocampista del Rostov.

## Carriera
Cresciuto nel settore giovanile del Rostov, debutta in prima squadra il 19 giugno 2020, in occasione dell'incontro di Prem'er-Liga perso per 10-1 contro il Soči, nel quale il club russo è costretto a schierare in campo la sua formazione Under-18 dal momento che la prima squadra era integralmente in quarantena per via del numero elevato di contagi di COVID-19 tra i suoi componenti In tutto il resto della stagione 2019-2020 non gioca altre partite con la prima squadra, trascorrendo poi di fatto nelle giovanili anche l'intera stagione 2020-2021 e gran parte della stagione 2021-2022, nella quale viene aggregato alla prima squadra solamente per una partita in Coppa di Russia nell'ottobre del 2021. Nella stagione 2022-2023 torna a giocare in prima squadra, disputando anche alcuni incontri in campionato.

## Statistiche

### Presenze e reti nei club
Statistiche aggiornate al 21 maggio 2023.
| Stagione        | Squadra         | Campionato      | Campionato | Campionato | Coppe nazionali | Coppe nazionali | Coppe nazionali | Coppe continentali | Coppe continentali | Coppe continentali | Altre coppe | Altre coppe | Altre coppe | Totale | Totale |
| Stagione        | Squadra         | Comp            | Pres       | Reti       | Comp            | Pres            | Reti            | Comp               | Pres               | Reti               | Comp        | Pres        | Reti        | Pres   | Reti   |
| --------------- | --------------- | --------------- | ---------- | ---------- | --------------- | --------------- | --------------- | ------------------ | ------------------ | ------------------ | ----------- | ----------- | ----------- | ------ | ------ |
| 2019-2020       | Rostov          | PL              | 1          | 0          | CR              | -               | -               |                    | -                  | -                  |             | -           | -           | 1      | 0      |
| 2021-2022       | Rostov          | PL              | 0          | 0          | CR              | 1               | 0               |                    | -                  | -                  |             | -           | -           | 1      | 0      |
| 2022-2023       | Rostov          | PL              | 8          | 0          | CR              | 1               | 0               |                    | -                  | -                  |             | -           | -           | 9      | 0      |
| Totale Rostov   | Totale Rostov   | Totale Rostov   | 9          | 0          |                 | 2               | 0               |                    | -                  | -                  |             | -           | -           | 11     | 0      |
| Totale carriera | Totale carriera | Totale carriera | 9          | 0          |                 | 2               | 0               |                    | -                  | -                  |             | -           | -           | 11     | 0      |